# 171

## Събития
- Римляните успяват да прогонят маркоманите от римските територии.